# شرکت نسبی
شرکت نسبی ؛ شرکتی است که در آن مسئولیت شرکا به نسبت سرمایه‌شان می‌باشد.این نوع شرکت مختص به قانون بازرگانی ایران است و در کشورهای اروپایی شرکت نسبی وجود ندارد. شرکت نسبی مانند شرکت تضامنی است با این تفاوت که در شرکت تضامنی شرکا در مقابل طلبکاران متضامناَ مسئول پرداخت قروض شرکت هستند ؛ ولی در شرکت نسبی به شرح ماده ۱۸۶ «اگر دارائی شرکت نسبی برای تادیه تمام قروض شرکت کافی نباشد هر یک از شرکا به نسبت سرمایه‌ای که در شرکت داشته مسئول تادیه قروض شرکت است».

## تعریف
مطالعه مقررات قانون بازرگانی راجع به این شرکت نشان می‌دهد که به جز چند نکته مختصر، مواد و مقرراتی که حاکم بر شرکت تضامنی است بر این شرکت نیز حاکم است. شرکت نسبی شرکتی است که برای امور بازرگانی تحت اسم مخصوص بین دو یا چند نفر تشکیل شده و مسئولیت هر یک از شرکاء به نسبت سرمایه‌ای است که در شرکت گذاشته است.  
قانون‌گذار برای آگاهی اشخاص ثالث از نسبی بودن مسئولیت شرکاء، قید عبارت مزبور را لازم دانسته است. منظور از مسئولیت شرکاء به نسبت سرمایه، این است که هر شریک در صورتی که دارائی شرکت پس از انحلال و تصفیه برای ادای دیون و قروض شرکت کافی نباشد، به نسبت سهم‌الشرکه خود از کلّ قروض در مقابل طلب‌کاران مسئولیت مدنی دارد.
نحوۀ تاسیس، طرز کار و انحلال شرکت نسبی، همانند شرکت تضامنی است و تنها وجه افتراق این دو شرکت در میزان مسئولیت مدنی شرکاء بعد از انحلال شرکت در مقابل طلب‌کاران می‌باشد.
شرکت نسبی یکی از اقسام شرکت‌های اشخاص است. 

## اسم شرکت
در مورد شرکت نسبی مانند شرکت تضامنی به دلیل اهمیت شخصیت شرکاء، قانون‌گذار مقرر کرده است:
«در اسم شرکت نسبی عبارت شرکت نسبی و لااقل اسم یک نفر از شرکا باید ذکر شود. در صورتی که اسم شرکت مشتمل بر اسامی تمام شرکاء نباشد، بعد از اسم شریک یا شرکائی که ذکر شده، عبارتی از قبیل «و شرکاء»، «و برادران» ضروری است» 
قید عبارت «شرکت نسبی» به اشخاص ثالث امکان می‌دهد که بدانند شرکای شرکت به نسبت سرمایه خود در پرداخت قروض شرکت مسئولند؛ اما درباره‌ این امر نیز قانون ناقص است.
در مورد اسم شرکت با مسئولیت محدود چنین آمده است:
«در اسم شرکت [با مسئولیت محدود] باید عبارت «با مسئولیت محدود» قید شود و الّا آن شرکت در مقابل اشخاص ثالث، شرکت تضامنی محسوب و تابع مقررات آن خواهد بود...» . 
بنابراین کسانی که یک شرکت نسبی را تشکیل می‌دهند، باید در اسم آن حتماً عبارت «شرکت نسبی» را قید کنند و الّا طلب‌کاران شرکت حق دارند شرکاء را شریک تضامنی تلقی کنند.

## شباهت ها با شرکت تضامنی
مطالعه مقررات قانون بازرگانی راجع به این نوع شرکت نشان می‌دهد که به جز چند نکته مختصر، مواد و مقرراتی که حاکم بر شرکت تضامنی است بر این شرکت نیز حاکم است. در واقع از تلفیق مواد ۱۸۵ و ۱۸۹ قانون تجارت می‌توان به این نکته پی برد که شرکت نسبی با شرکت تضامنی دارای نقاط مشترک زیر است:
۱) شرکت نسبی زمانی تشکیل می‌شود که تمام سرمایه نقدی تادیه و سهم‌الشرکه غیرنقدی نیز تقویم و تسلیم شده باشد؛ چیزی که در مورد شرکت تضامنی نیز صدق می‌کند. 
۲) در شرکت نسبی نیز منافع به نسبت سهم‌الشرکه بین شرکاء تقسیم می‌شود، مگر آن که شرکت‌نامه غیر از این ترتیب را مقرر داشته باشد. 
۳) در شرکت نسبی، شرکاء باید لااقل یک نفر را از میان خود یا از خارج به سمت مدیریت معین کنند که حدود مسئولیت آن‌ها متشابه مدیران شرکت تضامنی است. 
۴) در شرکت نسبی نیز اگر سهم الشرکه یا چند نفر از شرکاء غیرنقدی باشد باید سهم‌الشرکه مزبور قبلاً به تراضی تمام شرکاء تقویم شود. 
۵) شرکای شرکت نسبی نیز نمی‌توانند سهم‌الشرکه خود را به دیگری منتقل کنند، مگر با رضایت تمام شرکاء. 
۶) موارد انحلال شرکت نسبی، تبدیل شرکت، تغییر شرکت (بر اثر خروج، فوت یا محجوریت یکی از شرکاء) و ادامه حیات شرکت نسبی مانند شرکت تضامنی است. 